# Sturmabteilungs idrottsutmärkelse

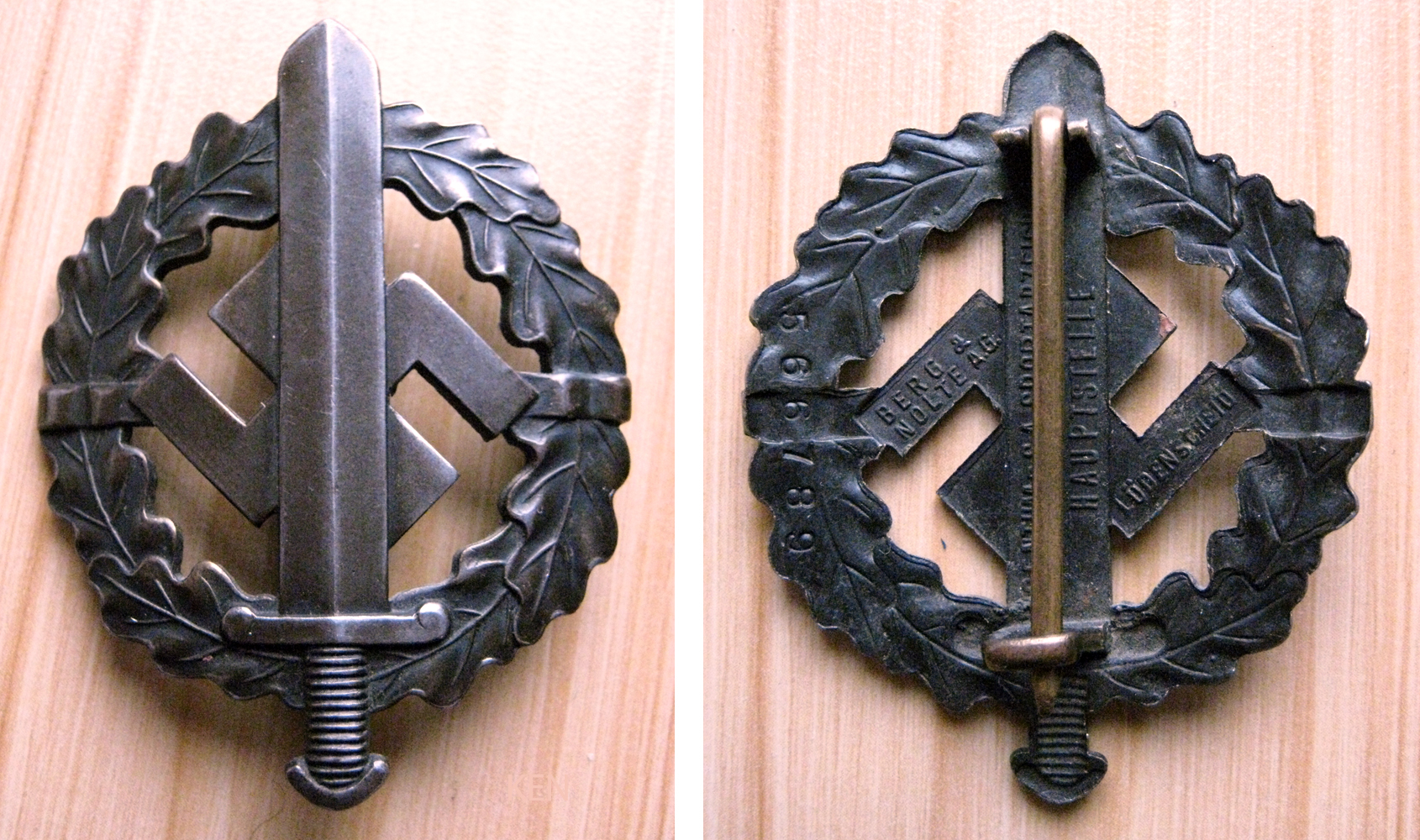
SA:s idrottsutmärkelse.

SA:s idrottsutmärkelse var en utmärkelse i Tredje riket. Den instiftades av Adolf Hitler den 28 november 1933 och endast medlemmar i Sturmabteilung (SA) kunde komma ifråga för den. År 1939 ändrades namnet till SA-Wehrabzeichen. SA:s idrottsutmärkelse fanns i tre klasser: brons, silver och guld.
Provet för att bli tilldelad utmärkelsen gick ut på kammargevärsskjutning, handgranatskastning, terränglöpning och 15 km-marsch.  
Vid avnazifieringen efter andra världskriget placerades innehavare av denna utmärkelse bland de som skulle granskas extra noggrant, utan att för den skull antas tillhöra kategorierna huvudansvariga eller ansvariga.